# Thomas Eboli
Thomas „Tommy Ryan“ Eboli (* 13. Juni 1911 in Scisciano, Italien; † 16. Juli 1972 in Brooklyn, New York City) war ein US-amerikanischer Mobster der Cosa Nostra und Oberhaupt der Genovese-Familie.

## Biografie
Thomas Eboli war ein „Underboss“ von Vito Genovese und offenbar diesem behilflich, die Kontrolle über den größten Clan der US-amerikanischen Cosa Nostra in New York City zu erringen. Genovese hatte sich immer als legitimes Oberhaupt des Clans gesehen. Lucky Luciano hatte jedoch vor seiner Ausweisung nach Italien noch Frank Costello installiert.
Eboli engagierte sich auch als Manager von Boxkämpfen und hatte darüber den Kontakt zu den Boxern Vincent Gigante und Dominick Cirillo aufgebaut, die später an die Spitze des Clans rücken sollten.
Als Costello einen schwachen Auftritt bei den Anhörungen des „Kefauver Committee“ hinlegte, scheint Genovese – angesichts der sich abzeichnenden Ränkespiele zur Ablösung von Costello – zu der Meinung gekommen zu sein, nun nicht länger abwarten zu können. Am 2. Mai 1957 wurde Costello Ziel eines Anschlages, der vermutlich von Vincent Gigante begangen wurde; Eboli soll dabei den Fluchtwagen gesteuert haben. Frank Costello überlebte, nahm den Kampf aber nicht auf und zog sich zurück.
Als Genovese 1959 eine Haftstrafe verbüßen musste, wurde Eboli Oberhaupt der „Genovese-Familie“. vermutlich agierte er aber zunächst mehr als „Acting Boss“ für Genovese, der aus der Haftanstalt versuchte die Kontrolle zu behalten, bis er 1969 in Haft verstarb. Da nun alle anderen Anwärter als Oberhaupt entweder zu alt waren oder sich im Gefängnis befanden, wurde Eboli der 'offizielle' Boss. Es gibt aber Stimmen, die Philip Lombardo hinter den Kulissen als den eigentlichen Drahtzieher sehen.
So oder so war aber die Position an der Spitze wohl eine Nummer zu groß für Eboli; außerdem befand er sich in finanziellen Schwierigkeiten. Als Anfang 1972 ein 4 Mio. US-Dollar Drogenhandel fehlschlug, ging dabei auch ausgeliehenes Geld von Carlo Gambino, dem Oberhaupt der nach ihm benannten „Gambino-Familie“, verloren, da für Eboli die alleinige Finanzierung des Deals zu groß gewesen war. Sein Partner Louis Cirillo, der mit den Drogen erwischt worden war, musste für 25 Jahre hinter Gitter; Geld und Drogen wurden beschlagnahmt; Eboli verweigerte die Rückzahlung des Darlehens.
Am 16. Juli 1972 um 01:00 verließ Eboli die Wohnung seiner Freundin in Brooklyn und wurde vor seinem Auto mit fünf Schüssen ermordet. Ein Täter wurde bis heute nicht ermittelt. Sein Nachfolger wurde Frank Tieri.